# 曲宗寺
曲宗寺，位于西藏自治区日喀则地区白朗县曲奴乡金确村，是一座藏传佛教寺院。

## 简介
曲宗寺是位于西藏自治区日喀则地区白朗县曲奴乡金确村的一座藏传佛教寺院。
2012年，曲宗寺的僧人次仁普尺被评为西藏自治区爱国守法先进僧尼。